# 나와 나
"나와 나"는 1973년 공개된 대한민국의 영화이다.

## 배역
- 최무룡
- 하명중
- 우연정
- 오수비
- 유하영
- 남미리
- 전영주

## 수상
- 1973년 제10회 청룡영화상
  - 신인특별상 - 우연정
  - 특별상(신인감독) - 이원세
  - 각본상 - 윤삼육
- 1974년 제10회 백상예술대상
  - 영화부문 남자연기상 - 하명중